# 흰발사키
흰발사키(Pithecia albicans)는 신세계원숭이에 속하는 사키원숭이의 일종이다. 남아메리카의 브라질에서 발견된다.